# R136a2
R136a2 (RMC 136a2) — звезда Вольфа — Райе вблизи центра R136, центральной концентрации звёзд крупного рассеянного скопления NGC 2070 в туманности Тарантул, массивной области H II в Большом Магеллановом Облаке. Звезда является одной из наиболее массивных и мощных известных звёзд: масса составляет около 195 M☉, светимость в 4,3 млн раз превышает светимость Солнца.

## Открытие
В 1960 г группа астрономов из обсерватории Радклиффа в Претории проводили систематические наблюдения яркости и спектров ярких звёзд в Большом Магеллановом Облаке. Среди перечисленных в каталоге (англ. Radcliffe Observatory Magellanic Cloud Catalogue) объектов значилась RMC 136 как центральная звезда области 30 Золотой Рыбы. Последующие наблюдения показали, что R136 располагается в центре гигантской области ионизированного водорода, являющейся регионом интенсивного звездообразования.
В начале 1980-х гг в области R136a были впервые выделены 8 компонентов методами спекл-интерферометрии. R136a2 оказалась вторым по яркости объектом в пределах 1 угловой секунды от центра скопления R136. Предыдущие оценки яркости центрального региона, показавшие, что для создания подобного количества энергии потребовалось бы как минимум 30 звёзд класса O в области размером 0,5 пк в центре скопления, привели к предположению о наличии сверхмассивной звезды в центральной области. Вместо этого было обнаружено несколько чрезвычайно ярких звёзд рядом с большим количеством звёзд класса O.

## Расстояние
Точное определение расстояния до R136a2 сопряжено с рядом сложностей. Определение тригонометрического параллакса невозможно с современной точностью наблюдений. Большинство оценок предполагает равенство расстояний до Большого Магелланова Облака и до R136. Современная оценка расстояния до БМО, полученная путём сопоставления угловых и линейных размеров затменных двойных звёзд, составляет 49.97 кпк.

## Свойства
Как и другие звёзды Вольфа — Райе, R136a2 испытывает значительную потерю массы в виде быстрого звёздного ветра: звезда теряет 4,6×10−5 M☉ в год, скорость звёздного ветра достигает 2400 км/с. Большая масса звезды способствует сжатию и нагреву ядра и быстрому протеканию термоядерных реакций, в основном представляющих CNO-цикл; светимость звезды в 4 266 000 раз превышает солнечную. Темп ядерных реакций настолько велик, что за 10 секунд звезда производит больше энергии, чем Солнце за год. Масса звезды в момент рождения, по оценкам, составляла около 240 M☉, однако, поскольку современные теории утверждают, что масса звёзд при рождении не может превышать 150 M☉, то R136a2 может являться результатом слияния двух или более звёзд.
Хотя R136a2 является одной из самых массивных известных звёзд, её радиус составляет 23,4R☉, что намного меньше радиуса одной из крупнейших звёзд, VY Большого Пса. Вследствие высокой температуры R136a2 излучает бо́льшую часть энергии в ультрафиолетовом диапазоне спектра, при этом абсолютная звёздная величина в видимом диапазоне составляет MV= −7.52.

## Эволюция
Считается, что звёзды настолько большой массы не могут потерять достаточное количество массы в ходе эволюции, чтобы избежать коллапса железного ядра. В результате коллапса произойдёт вспышка сверхновой или гиперновой, Гамма-всплеск или же вспышка будет почти незаметной, после чего останется чёрная дыра или нейтронная звезда. Сценарий завершения эволюции сильно зависит от темпа потери массы и количества потерянной массы. Наиболее массивные звёзды в местной области Вселенной превращаются в лишённые водорода звёзды Вольфа — Райе перед коллапсом ядра, приводящим к вспышке сверхновой типа Ib или Ic, после чего остаётся чёрная дыра. Гамма-всплески происходят при некоторых условиях и для менее массивных звёзд.